# 자선 가게

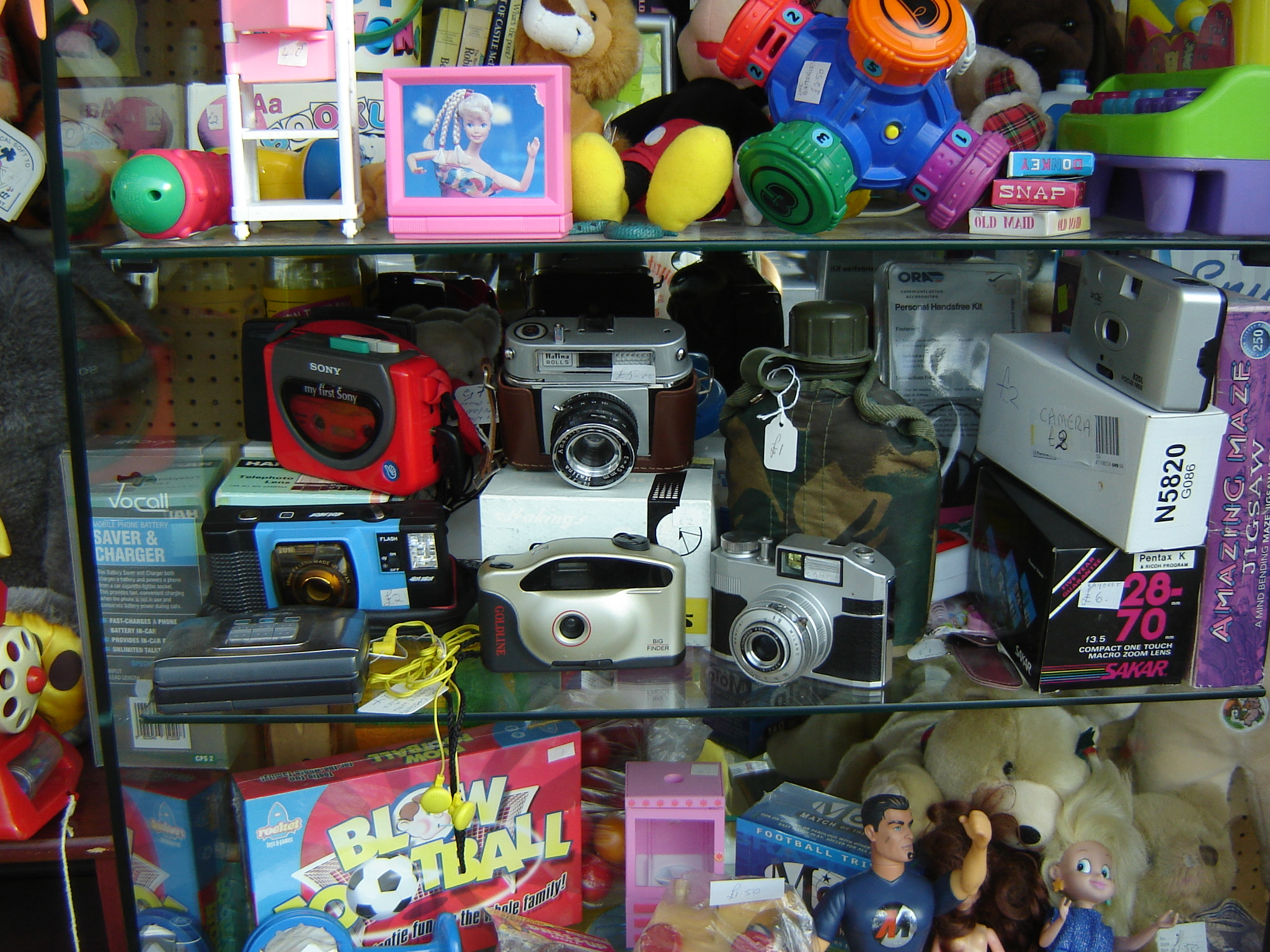
영국에 있는 자선 가게

자선 가게(慈善—, charity shop, thrift shop)는 자선 단체가 자금 조달을 위해 운영하는 소매 사업장이다. 자선 가게는 사회적 기업의 한 형태이다. 주로 대중이 기증한 의류, 책, 음반, 신발, 장난감, 가구 등 중고 물품을 판매하며, 종종 자원봉사자들이 일한다. 판매 품목은 무료로 얻고 사업 비용이 낮기 때문에 경쟁력 있는 가격으로 판매할 수 있다. 비용이 지불된 후 판매 수익금의 나머지 전액은 단체의 명시된 자선 목적에 따라 사용된다. 비용에는 비품(옷걸이, 책장, 계산대 등)의 구매 및 감가상각, 운영 비용(유지보수, 공공 서비스 요금, 전기, 난방, 전화, 제한된 광고) 및 건물 임대료 또는 모기지 론이 포함된다.

## 역사
영국에서 가장 초기에 알려진 자선 가게 중 하나는 울버햄프턴 맹인 협회(현재 비콘 맹인 센터)가 1899년에 맹인들이 만든 물품을 판매하여 협회 자금을 모으기 위해 설립되었다. 제1차 세계 대전 중에는 런던 셰퍼드 마켓에서 자선 바자르와 같은 다양한 모금 활동이 있었고, 이는 적십자를 위해 5만 파운드를 모았다.
그러나 자선 가게가 널리 퍼진 것은 제2차 세계 대전 중이었다. 에든버러 대학교 정착촌은 1937년 에든버러에 "모두를 위한 구제 상점"을 열었고, 적십자는 1941년 런던 올드 본드 스트리트 17번지에 첫 자선 가게를 열었다. 전쟁 기간 동안 200개가 넘는 "영구적인" 적십자 선물 가게와 약 150개의 임시 적십자 가게가 문을 열었다. 상무원이 발급한 가게 면허의 조건은 판매를 위해 제공되는 모든 물품이 기부된 것이어야 한다는 것이었다. 재판매를 위한 구매는 금지되었다. 판매 수익금 전액은 글로스터 공작의 적십자 또는 성 요한 기금에 전달되어야 했다. 대부분의 건물은 임대료 없이 대여되었으며, 일부 경우에는 소유주가 난방 및 조명 비용도 부담했다.
영국 최초의 옥스팜 자선 가게는 세실 잭슨-콜이 옥스퍼드 브로드 스트리트에 설립했으며, 1947년 12월부터 영업을 시작했다.

## 인기

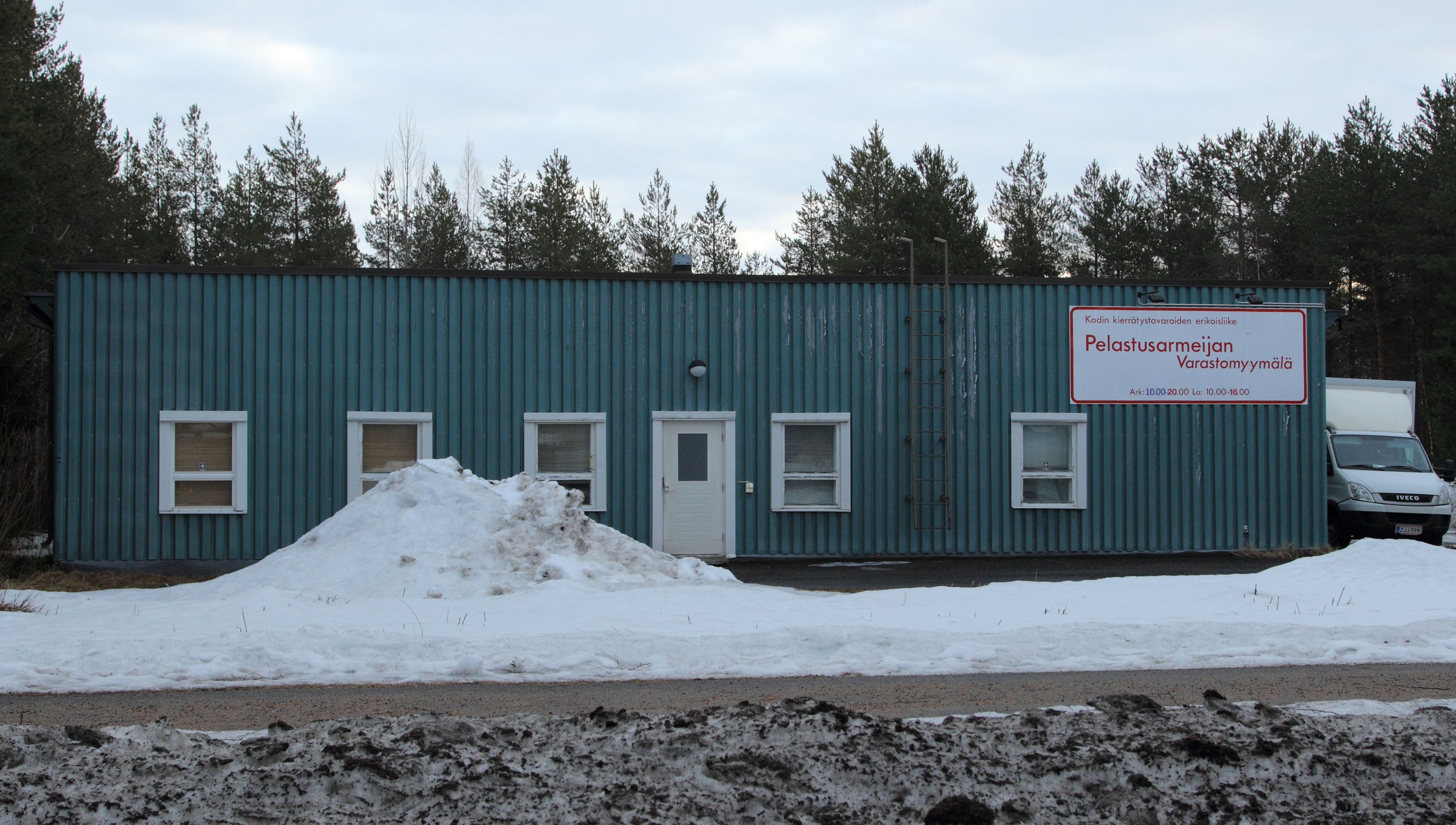
핀란드 오울루에 있는 구세군의 자선/중고 상점.

2010년대 초, 자선 가게에서 쇼핑하는 것은 미국에서 '절약 쇼핑'이라는 이름을 얻을 만큼 인기를 얻었다. 환경주의자들은 천연 자원을 덜 사용하고, 일반적으로 새 상품을 사는 것보다 환경에 덜 해를 끼치기 때문에 중고 상품을 사는 것을 선호할 수 있는데, 부분적으로는 상품이 일반적으로 지역에서 수집되기 때문이다. 또한, 중고 물품을 재사용하는 것은 재활용의 한 형태이며, 따라서 쓰레기 매립지로 가는 폐기물의 양을 줄인다. 노동착취공장에 반대하는 사람들은 의심스러운 윤리적 관행을 가진 의류 회사들을 지지하는 대안으로 중고 의류를 구매하는 경우가 많다. 진짜 빈티지 클로딩을 원하는 사람들은 보통 자선 가게에서 쇼핑하는데, 기증되는 대부분의 의류가 오래되었거나 일반적인 패션에서 벗어났기 때문이다(종종 오랫동안 옷을 업데이트하지 않은 최근 사망한 사람의 것). 많은 유튜브 채널은 패셔너블하고 특이한 발견물을 보여주는 절약 쇼핑 비디오를 만든다.
중고품은 상당히 안전하다고 여겨진다. 사우스오스트레일리아주 공중 보건국은 중고 의류 구매의 건강 위험이 매우 낮다고 말한다. 이들은 구매한 물품을 뜨거운 물로 세탁하는 것이 감염성 질병에 걸릴 위험을 없애는 여러 방법 중 하나라고 설명한다.
자선 가게는 또한 비교적 저렴한 경향이 있어 영국 생활비 위기 동안 인기가 증가했다. 자선 가게가 인기 있는 또 다른 이유는 이 상점에서 가끔 희귀하거나 수집 가치가 있는 물품을 찾을 수 있는 기회 때문이다.

## 새 상품 판매
PDSA와 같은 일부 자선 가게는 자선 단체 브랜드 또는 자선 단체가 지원하는 대의와 관련이 있는 다양한 새 상품도 판매한다. 예를 들어, 옥스팜 매장은 공정 무역 식품과 공예품을 판매한다. 자선 가게는 지역 영리 기업으로부터 과잉 재고 또는 구형 상품(예: 전자 제품)을 받을 수 있다. 영리 기업은 상품을 버리는 데 드는 비용 대신 세금 공제와 원치 않는 상품 재고 정리를 통해 이득을 얻는다. 정부 발행 바우처를 가진 노숙자에게 의류를 제공하는 일부 자선 가게는 몇 가지 새 품목(속옷과 양말)을 판매하는데, 이러한 품목은 사용된 상태에서는 재판매에 덜 적합하기 때문이다.

## 지역별 자선 가게

### 오스트레일리아

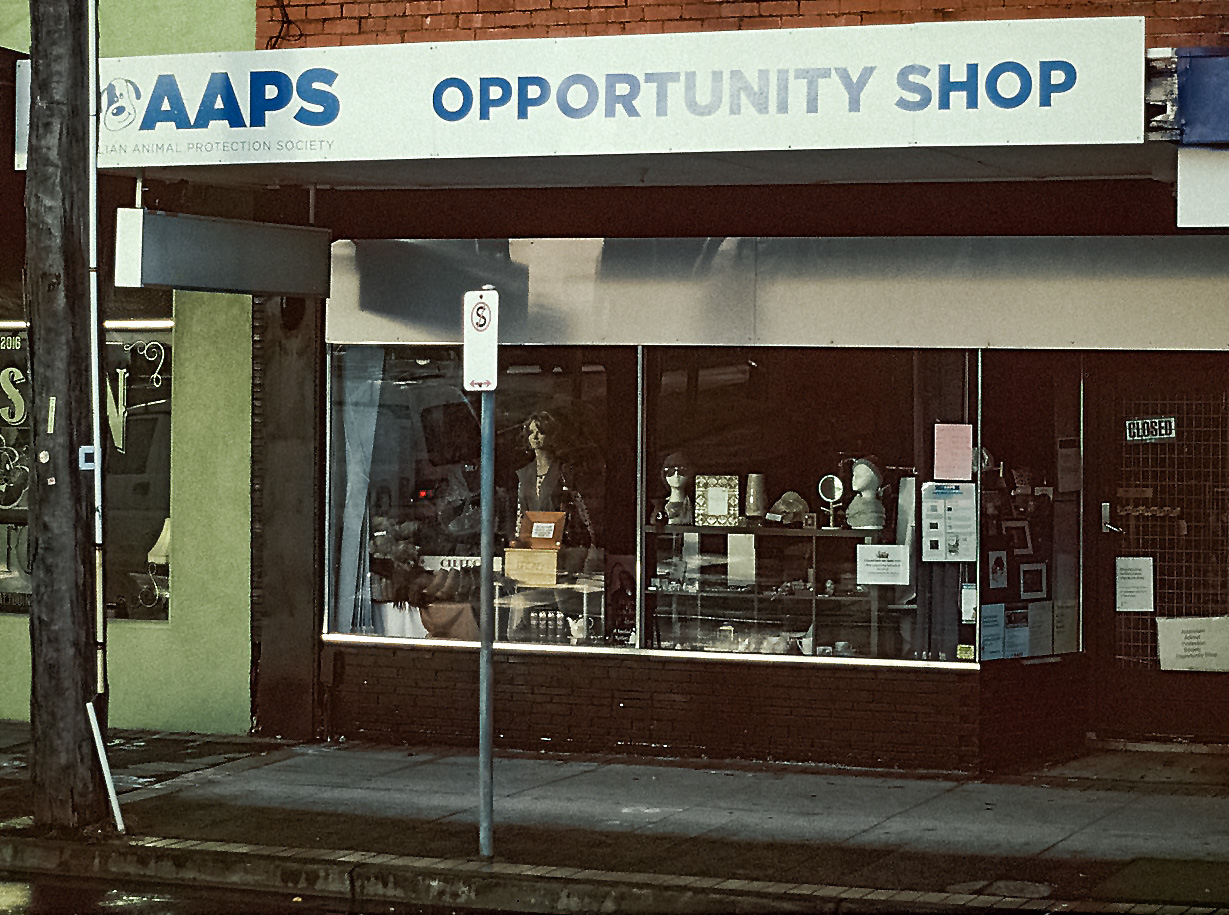
오스트레일리아 빅토리아의 자선 가게

오스트레일리아의 주요 국영 오퍼튜니티 숍 체인에는 성 빈센트 드 폴 구제 상점(거래명 비니즈)이 있으며, 오스트레일리아 전역에 650개의 상점을 운영한다, 시드니와 일라와라 지역에 19개 지점을 두고 있으며 오스트레일리아 전역에 다양한 지점을 운영하는 앵글리케어 상점, 구세군(살보스라는 이름으로 거래), 적십자, MS 연구 오스트레일리아, 그리고 성 로렌스 형제회가 있다. 종교 및 비종교를 막론하고 많은 지역 자선 단체들이 오퍼튜니티 상점을 운영한다. 이 중에는 선교회와 동물 보호소가 흔하다.

### 캐나다
메노나이트 중앙 위원회는 캐나다와 미국에서 85개의 구제 상점을 운영한다. 1972년에 첫 MCC 구제 상점이 매니토바주 알토나에서 문을 열었다.

### 덴마크
덴마크의 대부분의 자선 가게는 덴마크 적십자 또는 기독교 단체에 의해 운영된다. 덴마크 적십자는 전국에 250개의 상점과 10,000명의 자원봉사자들이 일하고 있다. 댄처치에이드는 1972년부터 자선 가게를 운영해왔으며, 현재 114개의 상점을 운영하고 있다. 기독교 단체로 설립된 블루 크로스(Blå Kors)는 전국에 55개의 자선 가게를 운영하며, 주로 알코올 중독자, 중독자 및 기타 사회적 소외 계층을 돕는 데 중점을 둔다.
2019년 연구에 따르면 덴마크인들은 지난 12개월 동안 평균 5.475 크로네를 중고 물품에 지출했으며, 덴마크인의 77%가 중고 물품을 구매하거나 판매했지만, 이 연구는 자선 가게에만 국한된 것은 아니다.
| 적십자 | 블루 크로스 | 폴케키르켄스 뇌드헬프 (댄처치에이드) | 키르켄스 코르스헤르 (교회군) | 크래프텐스 베캠펠세 (암 퇴치) |
| ------ | ----------- | ------------------------------------ | ---------------------------- | ----------------------------- |
| 약 250 | 55          | 114                                  | 240                          | 15                            |

### 뉴질랜드
뉴질랜드 전역에는 다양한 옵션 상점이 존재한다. 일부는 세속적이고 일부는 종교 단체에 속한다. 자선 단체로는 성 빈센트 드 폴(비니즈)이 60개 이상의 상점을 운영하고, 구세군(살리즈)이 112개 이상의 상점을 운영하며, 적십자가 53개의 상점을 운영하고, 오퍼튜니티 포 애니멀스가 2개의 상점을 운영하고, SPCA가 24개의 상점을 운영하며, 오펀스 에이드가 7개의 상점을 운영하고, 호스피스 숍이 125개 이상의 상점을 운영한다.
"옵션 상점"이라는 용어는 자선 상태와 관계없이 모든 중고 상점을 의미하는 데 자주 사용된다.

### 영국

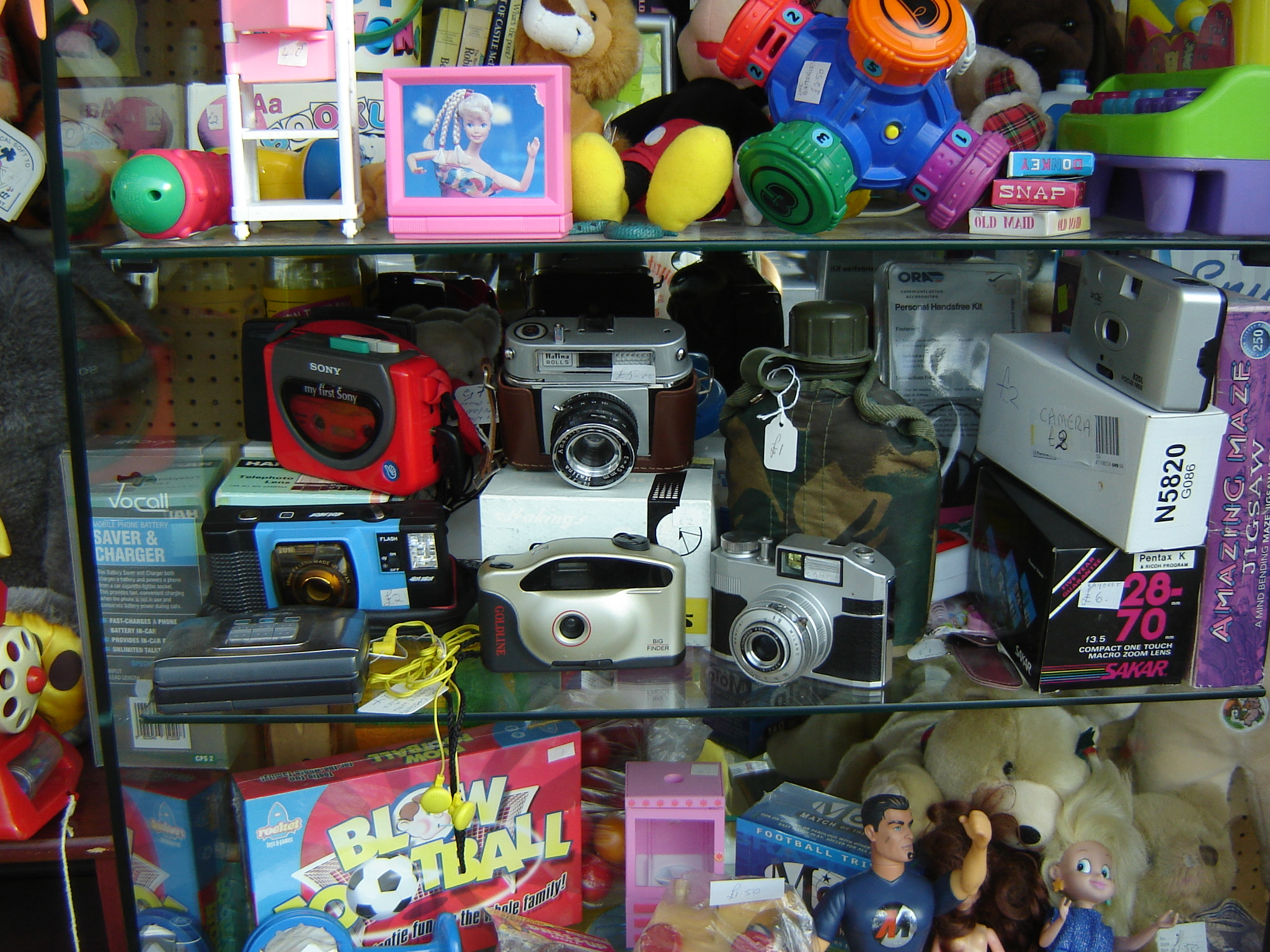
영국 자선 가게의 창문 진열장.

옥스팜은 영국에서 가장 많은 자선 가게를 보유하고 있으며, 600개가 넘는 상점을 운영한다. 많은 옥스팜 상점은 또한 책을 판매하며, 이 단체는 현재 70개 이상의 전문 옥스팜 서점을 운영하여 영국에서 가장 큰 중고 서적 소매업체가 되었다. 다른 옥스팜 지부들도 상점을 운영하고 있는데, 저지섬, 독일, 아일랜드섬(북아일랜드/아일랜드 공화국에 45개 상점), 네덜란드, 홍콩 등이 있다. 영국 하이 스트리트에 강력한 존재감을 가진 다른 자선 단체로는 칠드런스 소사이어티, 기독교청년회, 영국 심장 재단, 바르나르도스, 영국 암연구소, 쉘터, 로이 캐슬 폐암 재단, 에이지 UK(이전 에이지 콘선 및 헬프 디 에이지드), 마리 퀴리 암 간호, 노우드, 세이브 더 칠드런, 스코프, PDSA, 나오미 하우스 어린이 호스피스, 수 라이더 케어가 있다. 많은 지역 호스피스도 자금 조달을 위해 자선 가게를 운영한다.
영국과 아일랜드 공화국에는 9,000개가 넘는 자선 가게가 있다. 이들 위치는 자선 소매 협회(CRA) 웹사이트에서 찾을 수 있으며, 자선 소매업, 상점에서 무엇을 받고 무엇을 받지 않는지 등에 대한 정보도 얻을 수 있다. CRA는 상점을 운영하는 자선 단체들의 회원 조직이다. 영국 자선 가게는 주로 무급 자원봉사자들이 일하며, 유급 점장이 있다. 판매용 상품은 주로 기부로 이루어지는데, 공식 추정치에 따르면 87%에 달한다. 기부품은 개장 시간 동안 직접 자선 가게에 가져가야 하는데, 길거리에 남겨진 물품은 행인이나 악천후로 인해 도난당하거나 손상될 수 있기 때문이다. 비싼 지역에서는 좋은 품질의 디자이너 의류가 기부되는 경우가 많으며, 이 지역의 자선 가게는 저렴한 패션 아이템을 찾는 사람들이 많이 방문한다. '일반적인' 자선 가게는 의류, 책, 장난감, 비디오, DVD, 음악(CD, 카세트 테이프, 바이닐 등) 및 잡동사니(식기, 장식품 등)를 혼합하여 판매한다. 일부 상점은 빈티지 의류, 가구, 전기 용품 또는 음반과 같은 특정 분야를 전문으로 한다.
영국에서 가장 큰 두 자선 가게는 엠마우스에서 운영한다. 2016년에 개점한 엠마우스 프레스턴 상점은 한 층으로 47,000제곱피트의 면적을 차지하며, 엠마우스 로치데일 지점은 2019년 1월부터 3층짜리 백화점 느낌의 자선 상점을 운영한다. 이 상점들은 엠마우스 동료들이 운영하며, 이들이 창출하는 수익은 이 안에서 일하는 사람들에게 직접적인 혜택을 제공한다. 두 상점 모두 주로 가구와 가전제품을 판매하지만, 의류, 잡동사니, 책, 음악 등 작은 품목도 포함한다.
거의 모든 자선 가게는 팔리지 않은 직물(예: 유행이 지난, 얼룩진 또는 손상된 직물)을 직물 가공업체에 판매한다. 각 자선 가게는 매년 평균 40톤의 직물을 상점에서 판매하거나 재활용 또는 재사용을 위해 이 직물 상인에게 넘김으로써 절약한다. 이는 영국 전체 자선 가게에서 약 363,000톤에 달한다. 2010년 매립세 가치인 톤당 48파운드를 기준으로, 자선 가게에서 재사용되거나 재활용을 위해 넘겨진 직물의 매립세 절감액은 연간 17,424,000파운드이다. 기프트 에이드는 개인 기부자를 위한 영국 세금 우대 제도로, 자선 단체가 서명된 선언문을 보유하고 있을 경우, 기부금에 대해 납부된 소득세를 자선 단체가 환급받을 수 있다. 당초 현금 기부에만 해당되었던 이 제도는 2006년부터 자선 가게가 기부자의 대리인으로 활동하여 얻은 소득에 대한 세금을 환급받을 수 있도록 허용되었다.
영국의 자선 가게는 건물에 대한 사업자 세율에서 80%의 필수 감면을 받는데, 이는 중앙 정부(지역 납세자가 아님)에서 자금을 지원하며, 자선 부문에 대한 지원과 자선 단체 자금 조달에 있어 자선 가게의 역할을 보여주는 한 예이다. 자선 단체는 나머지 20%에 대해 재량적인 감면을 신청할 수 있는데, 이는 전액을 지불해야 하는 소매업체들로부터 가끔 비판의 대상이 된다.

#### 가장 큰 자선 소매업체
2017년 자선 가게 조사는 연간 수입과 매장 수를 기준으로 영국에서 가장 큰 10대 자선 소매업체를 공개했다.
| 자선 단체      | 연간 수입(£) | 매장 수 |
| -------------- | ------------ | ------- |
| 영국 심장 재단 | £176.4m      | 724     |
| 옥스팜 GB      | £92.5m       | 640     |
| 영국 암연구소  | £84.5m       | 594     |
| 바르나르도스   | £70.3m       | 710     |
| 수 라이더      | £55.0m       | 451     |
| 구세군         | £48.0m       | 230     |
| 에이지 UK      | £42.6m       | 404     |
| 영국 적십자    | £30.0m       | 341     |
| 스코프         | £21.3m       | 225     |
| 마리 퀴리      | £16.4m       | 178     |

### 미국

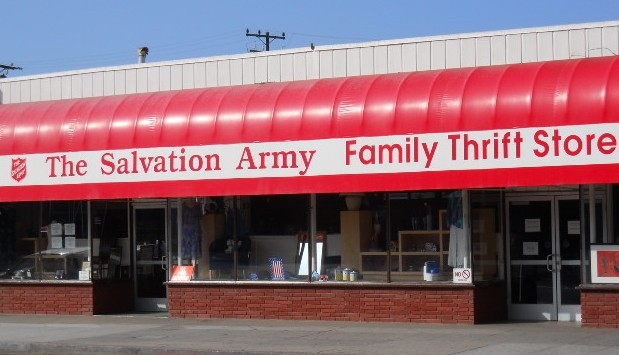
구세군 구제 상점, 캘리포니아주 산타모니카, 미국

미국에서 주요 전국 구제 상점 운영자에는 굿윌 인더스트리즈, 구세군, 성 빈센트 드 폴 구제 상점, 그리고 리스토어(해비타트 운동 운영)가 있다. 밸류 빌리지/세이버스는 구제 상점처럼 보이고 기부된 물품을 판매하지만, 실제로는 사설 영리 기업이다. 지역 운영자로는 미국 서부의 데세렛 인더스트리즈와 어퍼 미드웨스트의 에이블라이트가 운영하는 곳들이 있다. 종교적 및 세속적을 막론하고 많은 지역 자선 단체들이 구제 상점을 운영한다. 이 중에는 선교회, 어린이집, 노숙자 쉼터, 동물 보호소가 흔하다. 또한, 일부 구제 상점은 활동과 선교 사업을 지원하는 모금 장소로 교회가 운영하기도 한다.

## 같이 보기
- 에드와 블랙홀 아토믹, 독특한 중고 가게에 대한 다큐멘터리 영화
- 자동차 경매
- 카 부트 세일
- 위탁판매
- 패션필레
- 벼룩시장
- 프리거니즘
- 기브어웨이 상점
- 덤프 세일
- 리커머스
- 재선물
- 리셀러
- 중고 시장
- 잉여 품목 상점
- 지속 가능한 의류
- 레몬 시장: 컴퓨터 및 자동차와 같은 특정 중고품 시장에서 품질 유지를 어렵게 만들 수 있는 현상에 대한 책.
- 중고

- 위탁판매
- 벼룩시장
- 프리거니즘
- 리셀러
- 2차 시장
- 중고